# Norval Morrisseau
Pour les articles homonymes, voir Morrisseau.
Norval Morrisseau, également appelé Copper Thunderbird (Thunder Bay, 1933 - Toronto, 2007), est un artiste anichinabé,.

## Biographie

### Enfance
D'origine anichinabée, Jean-Baptiste Henry Norman Morrisseau naît dans une famille de chasseurs et de trappeurs le 14 mars 1931 ou 1932 dans la réserve ojibway de Sand Point (maintenant Bingwi Neyaashi Anishinaabek First Nation), près de Beardmore, en Ontario. Certaines sources indiquent qu'il a affirmé être né à Fort William, qui fait maintenant partie de Thunder Bay, en Ontario, à la même date, le 14 mars, mais en 1932. Son père est un métis et sa mère une Ojibwée.
Conformément à la tradition des Ojibwés (Anichinabés), comme il est le fils aîné, il est élevé par ses grands-parents maternels. Son grand-père, Moïse Potan Nanakonagos, un chaman de la société Midewiwin, lui enseigne les traditions et les légendes de son peuple (en). Sa grand-mère, Grace Thérèse Potan Nanakonagos, est une fervente catholique et lui enseigne la foi chrétienne. Le contraste entre ces deux traditions religieuses est un facteur important dans son développement intellectuel et artistique.
À l'âge de six ans, il est envoyé dans un pensionnat catholique, où les élèves sont éduqués dans la tradition européenne, la culture autochtone réprimée et l'utilisation de la langue maternelle interdite. Au bout de deux ans, il rentre chez lui et commence à fréquenter une école communautaire locale, l'Indian Residential School de Fort William, où il passe également deux ans.
À l'âge de 19 ans, il tombe gravement malade de la tuberculose. Il séjourne au sanatorium de Fort William ; il est emmené chez un médecin, mais sa santé continue de se dégrader. Il a alors une vision du manitou, qui lui assure sa protection. Craignant pour sa vie, sa mère appelle une femme médecin, qui effectue une cérémonie de changement de nom : elle lui donne le nouveau nom d'Copper Thunderbird (Oiseau-Tonnerre de Cuivre). Selon la tradition anishinabée (en), donner un nom puissant à une personne mourante peut lui apporter une nouvelle énergie et sauver sa vie. Morrisseau se rétablit après la cérémonie et, dès lors, il signe toujours ses œuvres de son nouveau nom.

### Carrière artistique
Morriseau commence sa carrière artistique en 1959, alors qu'il travaille comme employé dans une compagnie minière. L'anthropologue Selwyn Dewdney (en) rencontre l'artiste à l'initiative de l'agent de police Robert Sheppard, un des premiers à soutenir Morrisseau. Dewdney est très intéressé par la connaissance profonde qu'a Morrisseau de la culture et des mythes autochtones. Il fait alors connaître son art à un large public. C'est Jack Pollock (en) (1930-1992), un marchand d'art de Toronto, qui organise les premières expositions de Morrisseau, dans les années 1960. Tous deux se sont rencontrés en 1962, alors que Pollock enseigne à un atelier de peinture, à Beardmore. Frappé par la découverte de l'art de Morrisseau, il l'expose immédiatement dans sa galerie de Toronto. Morrisseau est le premier autochtone exposé dans une galerie d'art contemporain. Une des premières commandes de Morrisseau est une grande fresque murale dans le Pavillon des Indiens du Canada à l'exposition universelle de Montréal, Expo 67, une œuvre révolutionnaire exprimant le mécontentement des Premières nations du Canada en ce qui concerne leur situation sociale et politique.
En 1974, Morrisseau est coincé dans un hôtel en feu, à Vancouver, et subit des brûlures graves sur les trois-quarts du corps. À cette occasion, il a une vision de Jésus l'encourageant à être un modèle à travers son art. Il se convertit à la foi apostolique et commence à introduire des thèmes chrétiens dans son art. Un an plus tard, il est arrêté en état d'ébriété et est incarcéré pour son propre bien. On lui attribue une cellule supplémentaire, qui sert de studio, et il est autorisé à fréquenter une église voisine. En 1986, Morrisseau devient chaman.
Lors de l'exposition « Magiciens de la Terre », au Centre Georges Pompidou (Paris), dans le cadre de la célébration du bicentenaire de la Révolution française, en 1989, il est le seul peintre canadien invité. En 2005 et 2006, la Galerie nationale du Canada, à Ottawa, organise une rétrospective de son œuvre, « Norval Morrisseau, Shaman Artist ». C'est la première fois que le Musée consacre une exposition à un seul artiste aborigène. Le principal marchand d'art de l'artiste, Kinsman Robinson Galleries, représente Norval Morrisseau et ses œuvres pendant ses dix-neuf dernières années.
Durant les derniers mois de sa vie, l'artiste se déplace en fauteuil roulant et vit dans une résidence de Nanaimo, en Colombie-Britannique. Il n'est plus capable de peindre à cause de sa mauvaise santé. Il meurt d'un arrêt cardiaque, une complication découlant de la maladie de Parkinson, le 4 décembre 2007 à l'Hôpital général de Toronto. Il est enterré, après une cérémonie privée, dans le nord de l'Ontario, à côté de la tombe de son ex-femme, Harriet, en terre anichinabée.

## Style
Désigné par certains comme le « Picasso du Nord », Norval Morrisseau crée des œuvres dépeignant les légendes de son peuple, les tensions culturelles et politiques entre les traditions européennes et canadiennes autochtones, ses luttes existentielles, sa profonde spiritualité et son mysticisme. Sa peinture se caractérise par d'épais contours noirs et des couleurs vives. Des lignes de puissance émanent des personnages et s'enroulent autour de ceux-ci. Ses œuvres sont pour l'essentiel exécutées avec de la peinture acrylique sur papier ou toile. Son style est parfois appelé peinture-médecine. Il est à l'origine du mouvement artistique de l'école des Woodlands (en), aussi appelé « peinture de légendes » ou encore « style radiographique », et basé dans l'île Manitoulin, sur le lac Huron, où des images semblables aux pétroglyphes de la région des Grands Lacs sont retranscrits sous forme de peintures et de gravures. Norval Morrisseau est un membre éminent du « Groupe indien des Sept », l'Association professionnelle des artistes amérindiens, avec Alex Janvier, Daphne Odjig, Jackson Beardy, Carl Ray, Eddy Cobiness et Joseph Sanchez.
Morrisseau est un artiste autodidacte. Il développe ses propres techniques et son propre vocabulaire artistique, qui traduit d'anciennes légendes et images, qui lui viennent dans des visions ou des rêves. Au début, il est majoritairement critiqué par les sociétés autochtones, car ses images divulguent des connaissances spirituelles traditionnelles, notamment celles contenues dans les rouleaux pictographiques en écorce de bouleau de la société Midewiwin. Ses peintures sont exécutées avec des couleurs pures et entourées d'un épais contour noir (outline drawing). Il représente les intérieurs d'animaux et d'humains, comme vus aux rayons X. Initialement, il peint sur tout matériau qu'il peut trouver, surtout sur des écorces de bouleau, mais aussi des peaux d'orignal, du papier et du contreplaqué. Il dessine au stylo-bille et à la craie de cire. Dewdney l'encourage à utiliser des couleurs aux tonalités terreuses et des matériaux traditionnels, car il pense qu'ils sont adaptés au style natif de Morrisseau.
Durant la première période, les sujets de son art sont les mythes et les traditions du peuple anichinabé. Son style change, par la suite. Il utilise plus de matériel standard et les couleurs deviennent progressivement plus brillantes, prenant, finalement, un éclat fluo. Les thèmes aussi se modifient : des mythes traditionnels, l'artiste évolue vers la représentation de ses propres combats personnels. Il réalise également des œuvres d'art dépeignant des sujets chrétiens : au cours de son incarcération, il fréquente une église locale où il est frappé par la beauté des fenêtres en vitraux. Certaines de ses peintures, comme Jésus-Christ Indien, imitent ce style et représentent des personnages de la Bible avec des caractéristiques amérindiennes. En 1976, il rejoint la religion new age Eckankar et commence à représenter sur la toile ses croyances mystiques.
Il signe ses travaux ᐅᓵᐚᐱᐦᑯᐱᓀᐦᓯ (Ozaawaabiko-binesi, sans ponctuation : ᐅᓴᐘᐱᑯᐱᓀᓯ, « Oiseau [Tonnerre] de Cuivre/Laiton »), en utilisant l'écriture syllabique cree que lui a enseignée son épouse, une anishininiwag (oji-cree) de Sand Point. Il utilise ce pseudonyme à la place de son nom anishinaabe ᒥᐢᒁᐱᐦᐠ ᐊᓂᒥᐦᑮ (Miskwaabik Animikii, sans ponctuation : ᒥᐢᑿᐱᐠ ᐊᓂᒥᑭ, « Oiseau-Tonnerre de Cuivre »). Ses sérigraphies sont signées de son nom en alphabet latin.
Par l'intermédiaire de l'atelier de gravure Triple-K Cooperative à Red Lake, Norval Morisseau influence plusieurs artistes autochtones, notamment Daphne Odjig et Carl Ray.

## Œuvres
- 1950 - Oiseau-tonnerre - Stylo-bille sur papier, 21 × 27 cm - Collection Dewdney, Centre d'art indien, Indian and Northern Affairs Canada, Gatineau, Québec (Canada), no III-G-1045[5].
- 1958-1961 - The Ancestors and the Shaking Tent - Aquarelle sur écorce de bouleau, 90 × 73 cm - Collection Weinstein, Musée canadien de la civilisation, Gatineau, Québec (Canada), no 306063[5].
- 1960 - Rouleau peint sur écorce de bouleau - 34,5 × 41 cm - Collection Dewdney, Centre d'art indien, Indian and Northern Affairs Canada, Gatineau, Québec (Canada), no 306072[5].
- 1960 - Huard et poissons, gouache sur papier, 55,9 × 76,1 cm, Collection Musée national des beaux-arts du Québec
- 1963 - Récipient avec soleil et cercle divisé - 48,5 × 43 × 17 cm - Collection Dewdney, Centre d'art indien, Indian and Northern Affairs Canada, Gatineau, Québec (Canada), no 306081[5].
- 1963 - La Métamorphose de l'homme en oiseau-tonnerre, gouache sur carton, 148 × 81,4 cm, Collection Musée national des beaux-arts du Québec[12]
- 1963 - Windigo - Tempéra sur papier d'emballage - Glenbow Museum, no 64.37.9[13].
- 1969 - The Serpent of Life - 80 × 120 cm.
- 1970 - Black Robe - 91 × 76 cm.
- 1970 - Just Be.
- 1970 - St Michael.
- 1971 - Sans titre.
- 1972 - Sacred Bear[5].
- 1972 - Water spirit.
- 1972 - Sans titre - 56 × 56 cm.
- 1973 - Family of Birds - 51 × 76 cm.
- 1974 - Beaver - 48 × 51 cm.
- 1974 - Sans titre - 67,3 × 92,7 cm.
- 1975 - Five Brown Birds - 100 × 97 cm.
- 1975 - Four directions.
- 1975 - Nature's Balance - 190 × 120 cm.
- 1975 - Ojibway Thunderbird - Sérigraphie, 33 × 51 cm, tirée à 500 exemplaires[14].
- 1975 - Self Portrait - 120 × 110 cm.
- 1975 - Spirit Fish - 61 × 76 cm - Collection McMichael d’art canadien no 1975.32.2[4].
- 1975 - The Gift[5].
- 1976 - Dance of the Weasels - 64 × 56 cm[4].
- 1976 - Shaman and Apprentice.
- 1976 - Spirits - 53 × 43 cm.
- 1976 - The Thunderbirds.
- 1976 - Upper World - 53 × 81 cm.
- 1977 - Artist with Thunderbird Vision, The Visionary[5].
- 1977 - Owl Family - Acrylique, 61 × 76 cm.
- 1977 - Sans titre - 79 × 66 cm.
- 1978 - Ancestral Figures with Spirit Helpers.
- 1978 - Animal unity.
- 1978 - Fruit of Life - 61 × 56 cm.
- 1978 - Great Journey.
- 1978 - Tales of the Story Tree - Acrylique sur toile.
- 1978 - Sans titre - 74 × 61 cm.
- 1979 - Medicine Wheel - 81 × 89 cm.
- 1979 - Shaman and Disciples -, no 1979.34.7[15].
- 1979 - Shaman Conjuring Speech - Lithographie.
- 1979 - The Other Side Of Shaman - Sérigraphie, 66 × 100 cm, tirée à 50 exemplaires[14].
- 1979-1984 - A Separate Reality - Musée canadien de la civilisation[5].
- 1980 - Keepers of life - 130 × 240 cm.
- 1980 - Shaman - 130 × 110 cm.
- 1980 - Sans titre - 76 × 71 cm.
- 1981 - Les Enfants de la lumière et du son, Sérigraphie, 35,6 × 28 cm, Collection Musée national des beaux-arts du Québec
- 1983 - La Métamorphose de l'homme en oiseau-tonnerre, gouache sur carton, 148 × 81,4 cm, Collection Musée national des beaux-arts du Québec
- 1985 - Cycles.
- 1987 - Heritage.
- 1987 - The Branch of Life - 140 × 130 cm - The Edwards Collection[4].
- 1989 - Beaver - Acrylique sur toile, 61 × 120 cm[14].
- 1989 - Family of Birds - Acrylique sur toile, 100 × 91 cm[14].
- 1989 - Stain Glass Effect.
- 1990 - Eagle with Salmon.
- 1990 - Flowers.
- 1990 - Lake Nipigon - 91 × 120 cm.
- 1990 - Natural Elements - Acrylique sur toile, 51 × 100 cm[14].
- 1990 - Observation of the Astral World.
- 1992 - An Eagle For An Eagle - Acrylique sur toile, 51 × 120 cm[14].
- 1992 - As The Artist Sees Himself - Estampe, 54,6 × 41 cm, tirée à 220 exemplaires[14].
- 1992 - Bear Walker Society - Estampe, 54,6 × 41 cm, tirée à 220 exemplaires[14].
- 1992 - Bird Family Fishing - Acrylique sur papier, 38 × 56 cm[14].
- 1992 - Birds with Butterflies - Acrylique sur papier, 38 × 56 cm[14].
- 1992 - First Meeting - Estampe, 39,4 × 57,2 cm, tirée à 220 exemplaires[14].
- 1992 - Interdependance of Animal Forms - Acrylique sur toile, 76 × 120 cm[14].
- 1992 - Simplicity - Acrylique sur papier, 56 × 76 cm[14].
- 1992 - Three Birds with Butterfly - Acrylique sur papier, 38 × 56 cm[14].
- 1993 - Bird Family with Butterfly - Acrylique sur papier, 38 × 56 cm[14].
- 1993 - Moose Giant - Stylo-bille et feutre sur papier, 38 × 56 cm[14].
- 1994 - Observations of the Astral World.
- 2005 - Family - Sérigraphie, 71 × 71 cm, tirée à 220 exemplaires[14].
- 2005 - Gabe - Sérigraphie, 33 × 43 cm, tirée à 220 exemplaires[14].
- 2005 - Mother and Child - Sérigraphie, 51 × 66 cm, tirée à 220 exemplaires[14].
- 2005 - Self-Portrait - Sérigraphie, 33 × 48 cm, tirée à 220 exemplaires[14].
- Androgyny - Rideau Hall.
- Astral Twins Speak.
- Balance.
- Beaver Spirit and Loons - Acrylique sur toile.
- Birds and fish - 100 × 91 cm.
- Boy with Birds.
- Communication.
- Double headed snake.
- Family of Birds - 56 × 76 cm.
- Flock of birds.
- Fish - Papier, 38 × 57,2 cm.
- Flower arrangement.
- Fruits of Life - Toile, 66 × 66 cm.
- Heavenly Brothers.
- In The Dream World.
- Little Bird[16].
- Looking Through Portals.
- Loons mating.
- Loons Nesting.
- Loons with Fish.
- Merman swimming.
- Migration, the Great Flood[6].
- My Future Offspring.
- Norval Fighting Demon.
- Otter with Michael.
- Owl.
- Owls.
- Pisces Princes - 120 × 91 cm.
- Recreation Myth.
- Sacred Bear, Food Chain Within the Life Cycle.
- Sacred Bear With Circles of Life.
- Sacred Medicine Bear.
- Sacred Medicine Wheel.
- Sacred Trout.
- Self Portrait Of Artist.
- Self Portrait with Children.
- Shaman.
- Shaman Envelopes Soma.
- Shaman with sacred corn.
- Shaking Tent.
- Spirit Bear.
- Standing Brave - 250 × 140 cm.
- The Gathering.
- The Great Eagle.
- Thunderbird - 76 × 56 cm.
- Thunderbirds.

L'illustration de couverture de l'album Dancing in the Dragon's Jaws, de Bruce Cockburn, est un tableau de Norval Morrisseau.

## Expositions

### Expositions temporaires
En 2008, les Galeries Kinsman Robinson organisent, jusqu'au 29 novembre, une exposition de l'œuvre de Norval Morrisseau : « Norval Morrisseau : une rétrospective ». Cette rétrospective, la première exposition des Galeries Kinsman Robinson en plus d'une décennie, présente une sélection des meilleures peintures disponibles de Morrisseau.
- 1962 - Galerie Jack Pollock, Toronto (Canada).
- 1984 - 18 février-15 avril - « Norval Morrisseau and the Emergence of the Image Makers », Galerie d'art de l'Ontario, Toronto (Canada)[5].
- 1989 - mai-août - « Magiciens de la Terre », Centre Georges Pompidou (Paris) (France).
- 2006 - 3 février-30 avril - Galerie nationale du Canada, Ottawa, Ontario (Canada).
- 2006 - 6 juin-4 septembre - Galerie d'art de Thunder Bay, Thunder Bay, Ontario (Canada).
- 2006/2007 - 30 septembre-14 janvier - Collection d'art canadien McMichael, Kleinburg, Ontario (Canada).
- 2007 - 15 juin-3 septembre - Musée de l'Institut des arts des Indiens d'Amérique, Santa Fe, Nouveau-Mexique (États-Unis).
- 2007/2008 - 20 octobre-20 janvier - « Norval Morrisseau – artiste chaman », Centre George Gustav Heye du Musée national des Indiens d'Amérique, Manhattan, New York City, New York (États-Unis).
- 2008 - jusqu'au 29 novembre - Galeries Kinsman Robinson.
- 2011 - 19 novembre-17 décembre - « Norval Morrisseau: Early Paper & Birch Bark », Galeries Kinsman Robinson, Toronto (Canada) - 34 œuvres[17].
- 2011-2012 - 27 août-8 avril - Collection d'art canadien McMichael, Kleinburg, Ontario (Canada) - Curateur : Chris Finn[4].

### Expositions permanentes
- Musée des beaux arts du Canada (Canada)[5].
- Musée canadien de la civilisation (Canada)[5].
- Galerie d'art de l'Ontario - Toronto (Canada)[5].
- Collection Dewdney, Centre d'art indien, Indian and Northern Affairs Canada, Gatineau, Québec (Canada)[5].
- Collection Weinstein[5].

## Famille
Norval Morrisseau est le beau-frère des peintres Joshim Kakegamic, Henry Kakegamic et Goyce Kakegamic. La coopérative Triple K, fondée par ceux-ci, imprime un certain nombre d’œuvres de Morrisseau.

## Distinctions
En 1970, Norval Morrisseau devient membre de l'Académie royale des arts du Canada. En 1978, il est fait membre de l'Ordre du Canada. En 1980, il est nommé docteur honoris causa des universités de McGill et McMaster, et, en 1995, il est honoré de la Plume d'aigle, par l'Assemblée des Premières Nations du Canada.
Copper Thunderbird, une coproduction du Centre national des Arts et urban ink, est diffusée sur le Réseau de télévision des peuples autochtones (Aboriginal Peoples Television Network, APTN), le lundi 4 février 2008. Norval Morrisseau est honoré d'un Lifetime Achievement Award, à titre posthume, lors de la cérémonie des NAAF Awards, au Centre Sony de Toronto, le 22 mars 2008.
Le 21 juin 2022, un Doodle est fait à son honneur pour la journée nationale des peuples autochtones.

## Faux et imitations

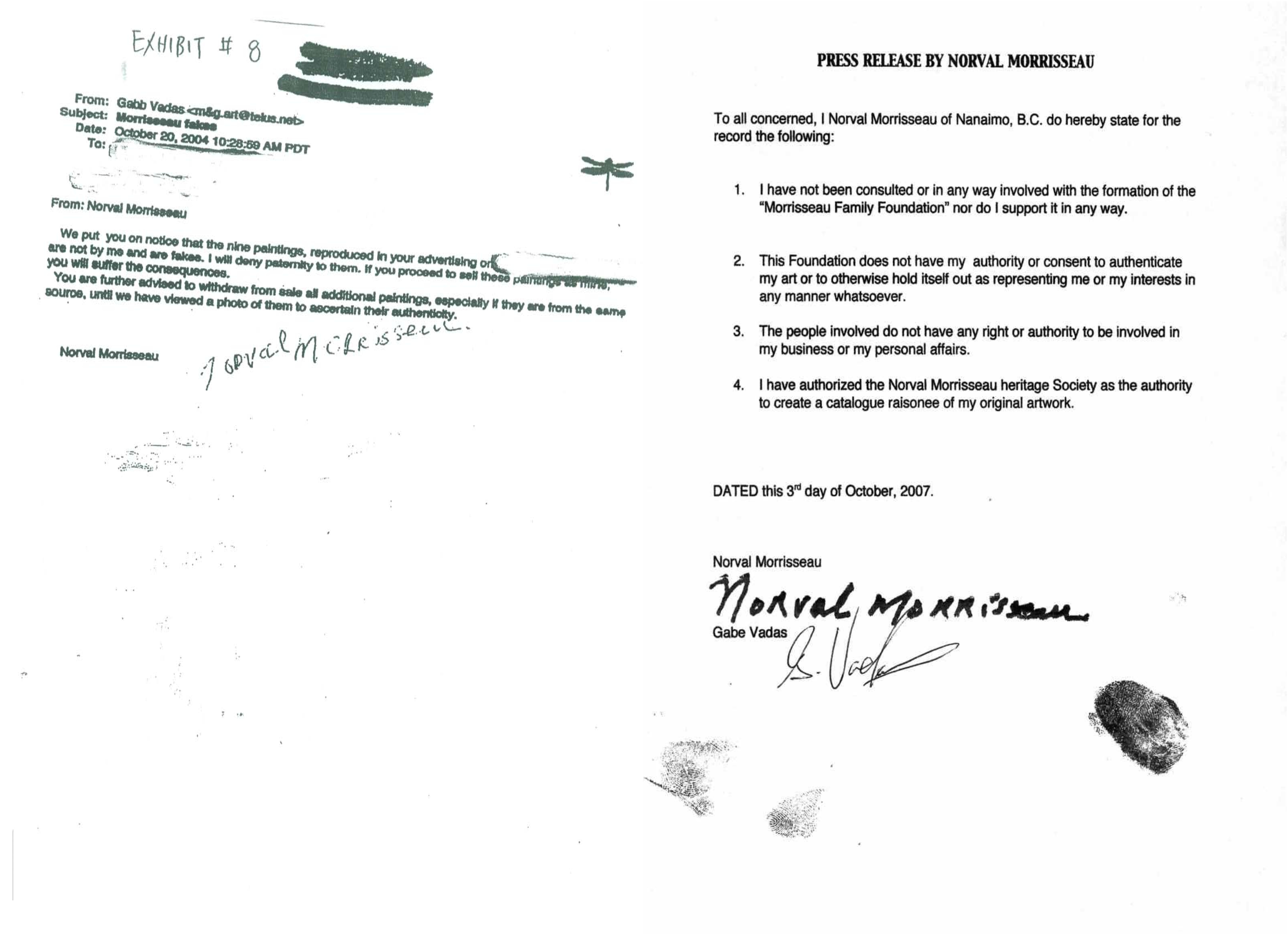
Sur la gauche, courrier électronique de 2004, de Norval Morrisseau, demandant le retrait de la vente de neuf éléments identifiés comme étant des faux, adressé à un revendeur inconnu. Sur la droite, un communiqué de presse de 2007 de Norval Morrisseau déniant tout lien avec la « Fondation de la famille Morrisseau », et reconnaissant la Société du patrimoine de Norval Morrisseau comme la seule autorité habilitée à créer un catalogue raisonné de son œuvre.

L'existence de contrefaçons et faux est une profonde préoccupation pour Norval Morrisseau, en particulier pendant ses dernières années, et il cherche activement à les éliminer du marché. En 2005, Morrisseau crée la Société du patrimoine de Norval Morrisseau (Norval Morrisseau Heritage Society, NMHS). La Société compile actuellement (2011) une base de données des tableaux Norval Morrisseau, afin de discréditer de nombreux faux Morrisseau. Ce comité, qui n'est affilié à aucune galerie commerciale ou courtier d'art, comporte des membres très respectés de la communauté universitaire, des milieux juridiques et autochtones, travaillant sur la base du volontariat. Il est chargé de créer un catalogue raisonné complet des œuvres d'art de Norval Morrisseau. La NMHS mène aussi des recherches sur l'art de Morrisseau, la provenance des matériaux et les techniques, afin de compléter la tâche qui lui a été assignée par l'artiste. La NMHS organise, du 4 au 6 juillet 2008, à Red Lake, en Ontario, une réunion sur l'art de l'artiste, à l'occasion du Festival des arts des Woodlands.

Dans son bulletin de l'hiver 2007, l'Association des marchands d'art du Canada (Art Dealers Association of Canada, ADAC) édicte une directive auprès de ses membres : 

« L'Association des marchands d'art du Canada édicte une règle et une réglementation selon laquelle aucun certificat d'authenticité ne sera émis par un quelconque membre de l'ADAC en ce qui concerne toute œuvre ou toute œuvre prétendue de Norval Morrisseau et que la Société du patrimoine de Norval Morrisseau est la seule autorité pour l'authentification des œuvres de Norval Morrisseau »

L'ADAC a, par la suite, révoqué l'adhésion d'un courtier qui a refusé de se conformer à cette directive.
Morrisseau s'engage également dans une action plus directe, identifiant des faux et imitations mis en vente, notamment ceux qu'il est censé avoir peints, dans le soi-disant « style des années 1970 ». Il écrit à des galeries et fait des déclarations sous serment, identifiant les objets en vente comme « faux et imitations ». Plus de dix déclarations sous serment sont envoyées à au moins sept marchands et galeries, entre 1993 et 2007, demandant que les faux et imitations soient retirés de la vente ou détruits. Parmi ces marchands, on trouve Artworld of Sherway, la galerie Sunami, la galerie Maslak McLeod et Randy Potter Estate Auctions, entre autres. Le débat concernant l'authenticité de la « peinture des années 1970 », couramment disponible sur le marché, se poursuit.
Le dialogue sur l'authenticité des œuvres prétendument dues à Morrisseau est impossible, à cause des menaces de procès, et beaucoup d'experts sont réticents à se prononcer. Les acheteurs ont peu de sources d'informations vérifiables, lorsqu'ils souhaitent faire des achats éclairés. Jusqu'à ce que la Société du patrimoine de Norval Morrisseau achève le catalogue raisonné des œuvres de Norval Morrisseau, les acheteurs potentiels doivent faire preuve de prudence.

## Publications

### Auteur
- 1965 - Legends of my people, the great Ojibway, éd. Ryerson Press, Toronto (Canada).
- 1984 - Norval Morrisseau and the Emergence of the Image Makers (avec Elizabeth McLuhan et Tom Hill), Toronto (Canada) et New York (États-Unis), éd. Art Gallery of Ontario, 118 p.,  (ISBN 0458973904).
- 1997 - Travels to the House of Invention (avec Donald C. Robinson), Canada, éd. Key Porter Books Ltd, 128 p.,  (ISBN 1-55013-880-4).
- 2005 - Return to the House of Invention (avec Donald C. Robinson), éd. Key Porter Books Ltd, Canada,  (ISBN 1-55263-726-3).
- 2006 - Shaman Artist (avec Greg Hill), éd. Douglas & McIntyre, Canada,  (ISBN 1-55365-176-6).&

### Illustrateur
- 1969 - Windigo: And other tales of the Ojibways, de Herbert T. Schwarz, Toronto (Canada), éd. McClelland and Stewart, 40 p..

### Filmographie
- 1974 - The Paradox of Norval Morriseau, film documentaire de Duke Redbird et Henning Jacobsen, produit par le Comité national du cinéma du Canada.